# 115P/Maury
La comète Maury, officiellement 115P/Maury, est une comète périodique du système solaire, découverte le 16 août 1985 par Alain Maury à l'observatoire Palomar en Californie.